# 旧南海県社区
旧南海県社区（きゅうなんかいけんしゃく）は、広州市越秀区六榕街道の社区。

## 地理

### 隣接自治体
- 東
- 北：
- 西：
- 南：

## 交通
- 地下鉄の駅：
- バス：

## 観光地
- 恵吉東：
- 恵吉西：
- 吊碑井：
- 六榕寺：広州市内で最も古い建築物とされる「六榕花塔」が存在する。1997年、広州市の十大観光名所に選定されている。